# 2021年ギニアクーデター
2021年ギニアクーデター（2021ねんギニアクーデター）は、2021年9月5日にギニアにおいて同国国軍が企図したクーデターである。

## 背景

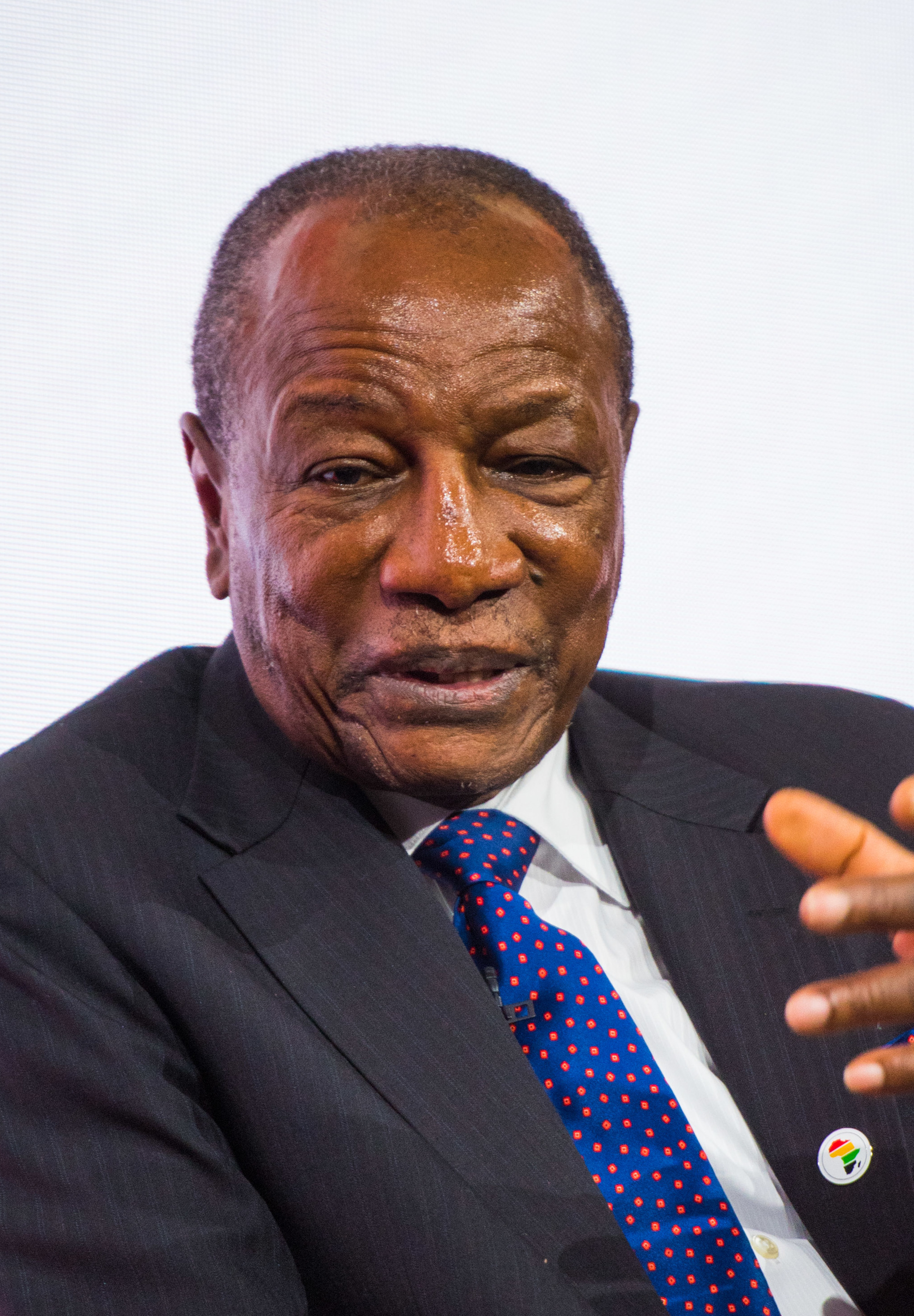
アルファ・コンデ大統領（2020年撮影）

ギニア憲法では大統領職は1期が5年で2期が上限と定められていたが、2010年、2015年に当選したアルファ・コンデ大統領が2019年12月に大統領任期を6年に延長する憲法改正案を提示した。改正案はギニア国内で物議を醸し、折から続けられていた反政府デモがさらに激化したが、翌2020年3月22日の国民投票にて賛成92％で可決された。この新憲法ではコンデ自身の再選数については曖昧な表記となっており、コンデが3選を目指すのではないかと推測され、コンデもそれを否定しなかった。
コンデは同年10月18日の大統領選挙への立候補を強行し、3選を果たしたものの野党勢力が抗議デモを続け治安部隊と衝突し10人が死亡した。

## 推移

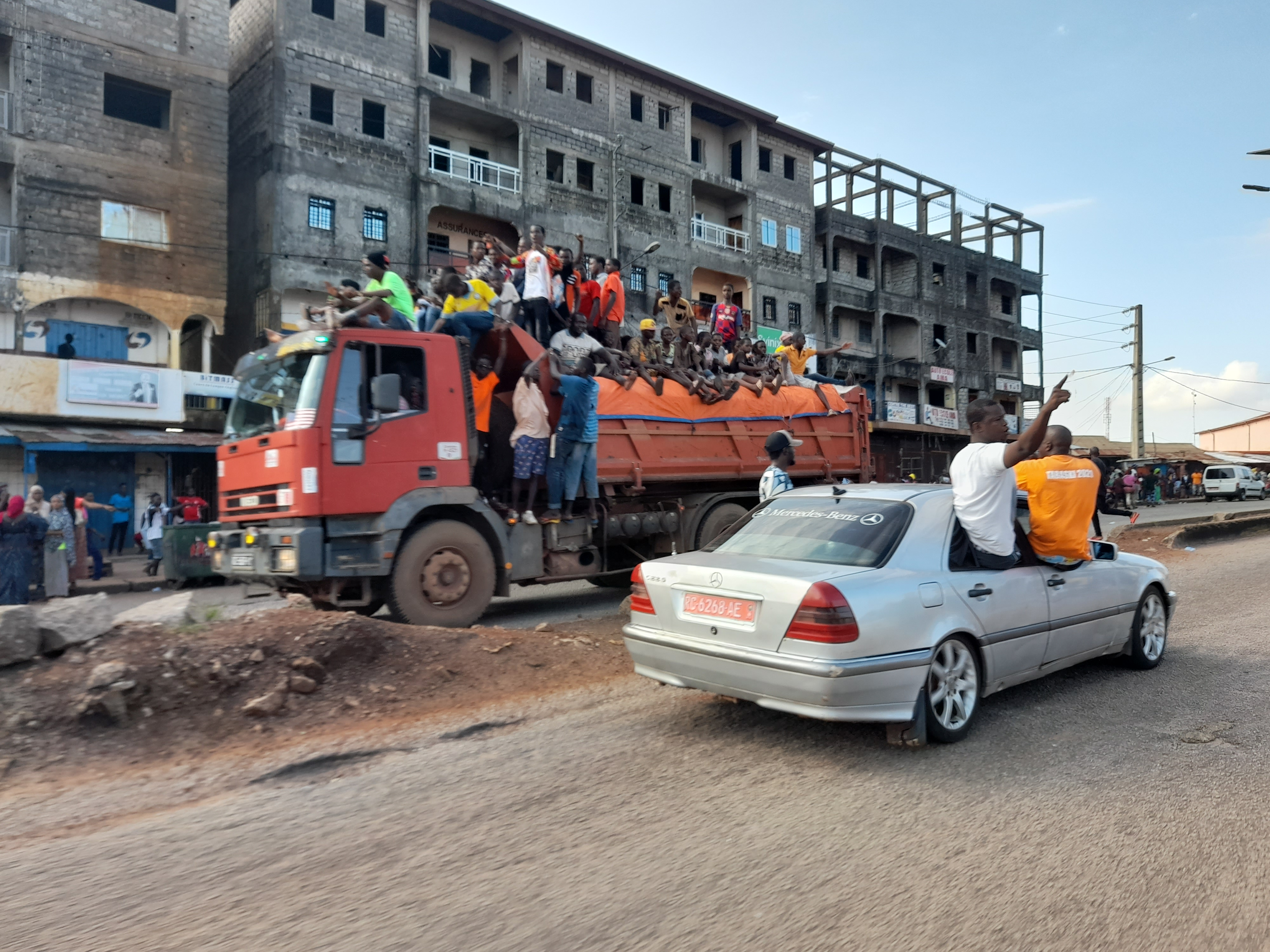
トラックに乗り、クーデターを支援するギニア人

2021年9月5日朝、首都コナクリにある大統領官邸に軍の一部が侵入し銃撃戦となった。同日中に国家和解発展委員会 (CNRD) を名乗る特殊部隊グループが国営放送ギニアラジオテレビを通じてコンデ大統領の身柄を拘束したことを発表し、憲法の停止、国家機関の解散、陸路・空路の国境閉鎖を宣言した。ママディ・ドゥンブヤ将校は、貧困と汚職のまん延を理由に大統領排除を行ったと表明。18カ月の移行期間が設けられると宣言した。夜には全土に夜間外出禁止令が発令された。
また特殊グループは大統領官邸にて素足にジーンズとシャツ姿でソファに座るコンデ大統領とされる映像を流し、その中でコンデ大統領は特殊部隊より、無傷であることを確認するよう要求されたが、答えることを拒否した。
クーデター宣言直後、これを歓迎する野党支持者や反政府活動家が街頭で祝福を行った。一方でギニア国防省は反乱部隊を撃退したと声明を発表し、情報が錯綜した。
失脚したコンデに替わりママディ・ドゥンブヤ大佐がCNRD議長として政権を掌握。9月27日にはCNRDが民政移管に向けた新憲章を策定し、10月1日にドゥンブヤが移行政権の暫定大統領に就任した。また10月6日には暫定首相にモハメド・ベアヴォギが任命された。
なお軍事政権は11月30日にコンデの身柄を夫人の邸宅へと移送した。

## 影響
国際サッカー連盟は9月6日にギニアで予定されていた2022 FIFAワールドカップ・アフリカ2次予選のモロッコ対ギニアの試合を延期。既にギニアに到着していたヴァイッド・ハリルホジッチ監督率いるモロッコ代表はクーデター発生のためホテルから身動きが取れなくなり、空港へ移動できるよう大使館へ要請。代表チームらはギニアからの出国が特別に許可されたため、5日深夜にギニアを離れた。
ギニアはボーキサイトの主要産出国であるため、政情不安に陥った影響で9月6日のアルミニウム相場は10年ぶりの高値をつけた。

## 国際社会の反応
- 国際連合 - アントニオ・グテーレス事務総長は武力による政権奪取を非難し、コンデ大統領を釈放するよう要求[6]。
- 日本 外務省は、大統領拘束を強く非難し「即時、安全かつ無条件の解放を求める」との吉田朋之外務報道官談話を発表[15]。